# Boncath
Boncath är en ort och community i Storbritannien.   Den ligger i kommunen Pembrokeshire och riksdelen Wales, i den södra delen av landet, 300 km väster om huvudstaden London. Antalet invånare är 736.